# Bátor
Bátor je vas na Madžarskem, ki upravno spada pod podregijo Bélapátfalvai Županije Heves.